# Amatitlán de Abajo
Amatitlán de Abajo är en ort i Mexiko.   Den ligger i kommunen Chalma och delstaten Veracruz, i den sydöstra delen av landet, 210 km norr om huvudstaden Mexico City. Amatitlán de Abajo ligger 216 meter över havet och antalet invånare är 164.
Terrängen runt Amatitlán de Abajo är platt österut, men västerut är den kuperad. Runt Amatitlán de Abajo är det ganska tätbefolkat, med 248 invånare per kvadratkilometer. Närmaste större samhälle är Huejutla de Reyes, 5,3 km söder om Amatitlán de Abajo. Omgivningarna runt Amatitlán de Abajo är en mosaik av jordbruksmark och naturlig växtlighet.